# Magdaléna Hajóssyová
Magdaléna Hajóssyová (* 25. července 1946, Bratislavě) je mezinárodně uznávaná slovenská pěvkyně (sopranistka) a hudební pedagožka. Žije a pracuje střídavě v Praze, Berlíně a na Slovensku.

## Umělecká činnost
Od roku 1979 byla stálou členkou Státní opery Praha, kde ztvárnila mnoho sólových rolí.

## Pedagogická činnost
Je vedoucí pěveckého oddělení na pražské Akademii múzických umění.
Mezi její žáky patří například Anda-Louise Bogza, sopranistka rumunského původu trvale žijící v Praze, sólistka Národního divadla, Státní opery Praha a dalších předních českých i zahraničních divadel.
Natočila řadu hudebních nahrávek.

## Ocenění
- 2003 Rad Bieleho dvojkríža III. - za významné zásluhy při interpretaci a popularizaci slovenské hudby v zahraničí